# Achille-Nicolas Isnard
Achille-Nicolas Isnard (Paris, 1748 - Lyon, 25 février 1803) est un économiste et un ingénieur des Ponts et Chaussées français. Il est connu pour sa ferme désapprobation de la théorie physiocratique et pour ses premières contributions à l'économie mathématique.

## Biographie

### Jeunesse et études
Achille-Nicolas Isnard est né à Paris. Il étudie d'abord les mathématiques, le dessin de cartes et la fortification, avant de fréquenter l'École des ponts et chaussées, de 1767 à 1773.

### Parcours professionnel
En 1775, il commence sa carrière d'assistant ingénieur à Arbois. Il est ensuite ingénieur à Évreux, au Havre (de 1791 à 1794) et à Carcassonne. Plus tard, il est employé comme ingénieur aux Ponts et Chaussées de Paris.
En 1781, à 33 ans, Isnard publie anonymement son Traité des richesses, en deux volumes chez l'éditeur londonien François Grasset. Plus tard, en 1801, il publia ses Considérations théoriques sur les caisses d'amortissement de dette publique , sous son propre nom à Paris. La première considération est dirigée contre la théorie du produit net et de la taxe unique de François Quesnay ; Isnard ne mentionne pas Adam Smith, bien que partageant généralement l'opinion de ce dernier sur l'origine de la richesse, les effets de la protection, l'accumulation d'or et d'argent.
En tant qu’ingénieur, Isnard a fréquemment recours à des symboles mathématiques, même s’il n’avançait pas plus loin que des équations du premier degré et des problèmes simples de la règle de trois. Ceci lui vaut néanmoins d’être mentionné par Stanley Jevons dans sa Theory of Political Economy (1871),.

## Œuvre

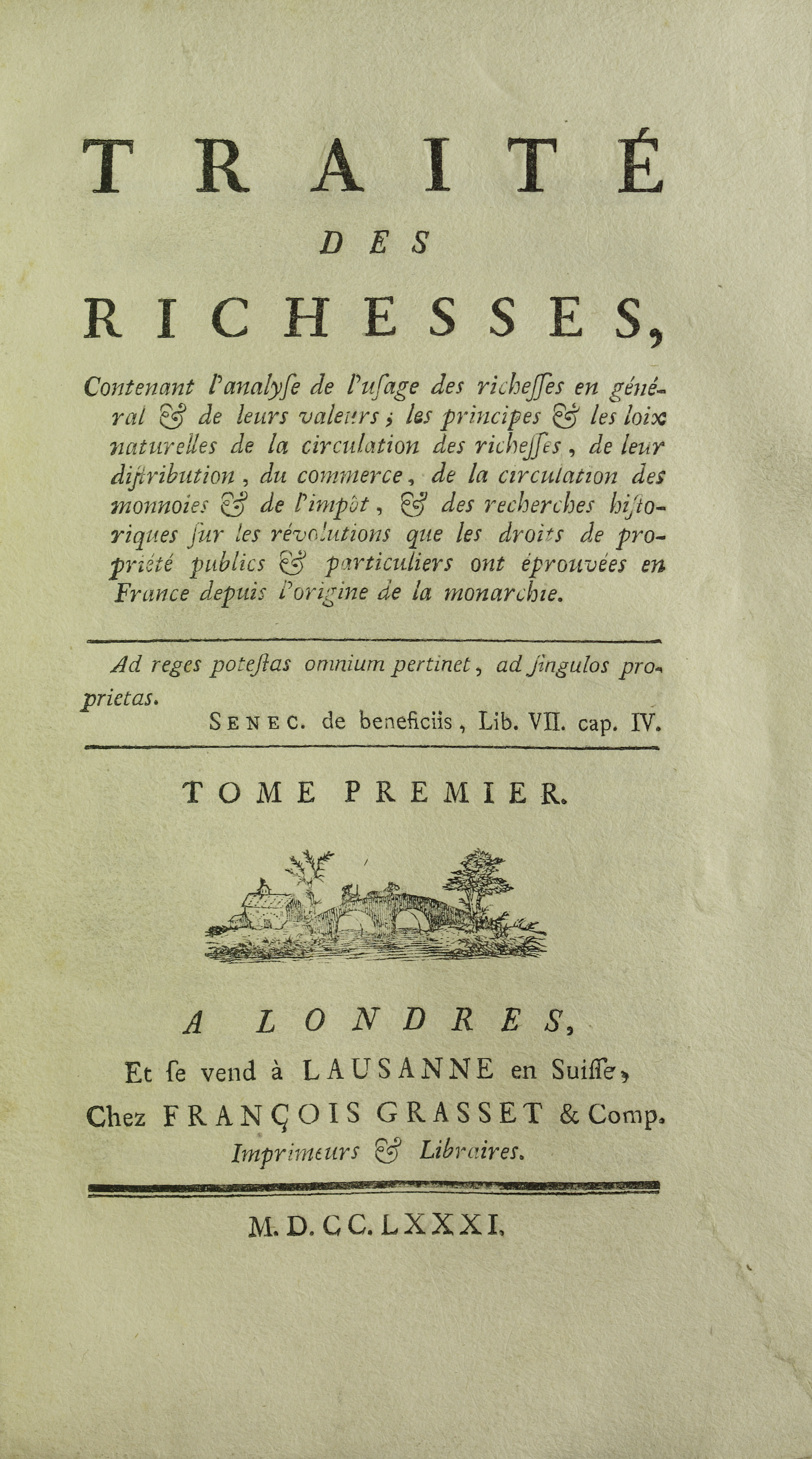
Traité des richesses, 1781 (BEIC, biblioteca digitale)

### Critique de la physiocratie
Isnard a critiqué la théorie physiocratique, car il affirmait que le secteur agricole était le seul secteur productif de l'économie. Il faisait valoir que François Quesnay, dans son Tableau économique de 1758, avait déjà montré que le secteur agricole et le secteur manufacturier généraient des revenus. Dans la vie réelle, la productivité d'un secteur dépend de son produit excédentaire Isnard (1781; xv) a soutenu que : « Les valeurs des différents produits déterminent les portions de la richesse totale allouées aux différents producteurs ; ces portions changent en fonction des valeurs des objets que chaque producteur doit acquérir pour la production. »

### Science de l'homme
Dans son Traité des richesses de 1781, Isnard propose une science de l'homme. Selon Robert Fox : « Dans ce traité, Isnard définissait la « science de l'homme » comme une sorte de mécanique basée sur la décomposition rationnelle et la recomposition d'intérêts individuels. Le territoire pouvait également être décomposé et recomposé. La création des départements au début de la Révolution fut Rien d'autre que le résultat d'une décomposition de l'ancien système de régions et de son remplacement dans un processus de recomposition rationalisée. Les ingénieurs ont toutefois appliqué cette méthode principalement aux dispositifs techniques, ainsi qu'au processus de production qu'ils ont perçu comme une combinaison. des mouvements de travailleurs donnant naissance à des opérations techniques. »

## Publications
- Traité des richesses. 1, édité à Londres, et distribué à Lausanne en Suisse, François Grasset, 1781 (lire en ligne)
- Traité des richesses. 2, édité à Londres, et distribué à Lausanne en Suisse, François Grasset, 1781 (lire en ligne)
- Considérations théoriques sur les caisses d'amortissement de la dette publique , Paris.